# 南港里 (新竹市)
24°44′N 120°53′E / 24.733°N 120.883°E
南港里是位於臺灣新竹市香山區轄下之一里，也是新竹市最西南端的部份。北以鹽水港溪與鹽水里以及內湖里為界，西面臺灣海峽，南以尖筆山崎頂台地的北緣和竹南鎮崎頂里相鄰，東以鹿廚坑和苗栗縣竹南鎮公義里相隔。
南港里設於1945年，屬新竹市香山區，在此之前是臺灣日治時期鹽水港大字的西南部分，因位處鹽水港溪之南，所以稱為南港里。1950年新竹市降格為縣轄市，香山區獨立為香山鄉，南港里也跟隨著改稱南港村，直到1982年香山鄉合併入新竹市，南港村再改稱南港里。

## 聚落型態
南港里地處偏遠海濱，距新竹市區約10公里。全里大部分的發展位於里境的西半部臨海的低窪平地，居民的祖籍多為閩籍，從事農漁業，人口外流嚴重、教育水準低。當地基礎建設不足，有三分之一戶沒有自來水供應。民居延南港街發展，豬舍、水田和小工廠分布於西濱公路兩旁，南港里東半部為丘陵地，其中南十八尖山為新竹市郊著名的休憩景點。

## 交通
西濱快速道路通過里境的西部，是臺灣南北公路交通的幹道。里內傳統的連接道路為苗市1南港街。